# 末赤
末赤（1233年—1310年），元朝将领，蒙古乃蛮部人，父亲昔不察，参与窝阔台伐金。
末赤开始在札剌儿都镇抚属下担任副弹压。元世祖至元十年（1273年）随军攻破南宋襄阳。次年，跟随都万户奥鲁赤参与沙洋、新城之战。至元十二年（1275年），跟随参政阿剌罕攻克独松关。至元十四年（1277年），参与平定福建，因功署总把。而后参与攻克岭海，署镇抚。至元二十四年（1287年），进武略将军、监战千户。随镇南王脱欢率领湖广行省征安南，署副都镇抚。次年，粮尽还师，驻鄂州（今武汉市武昌区）。后来转任济南路冠州新军万户府千户所达鲁花赤，率军驻戍湖南桂阳。元成宗元贞二年（1296年），因年老请休。次子和尚，以承信校尉袭职，去世后，末赤长子塞腊次子明安达袭职。